# Feng Yuxiang

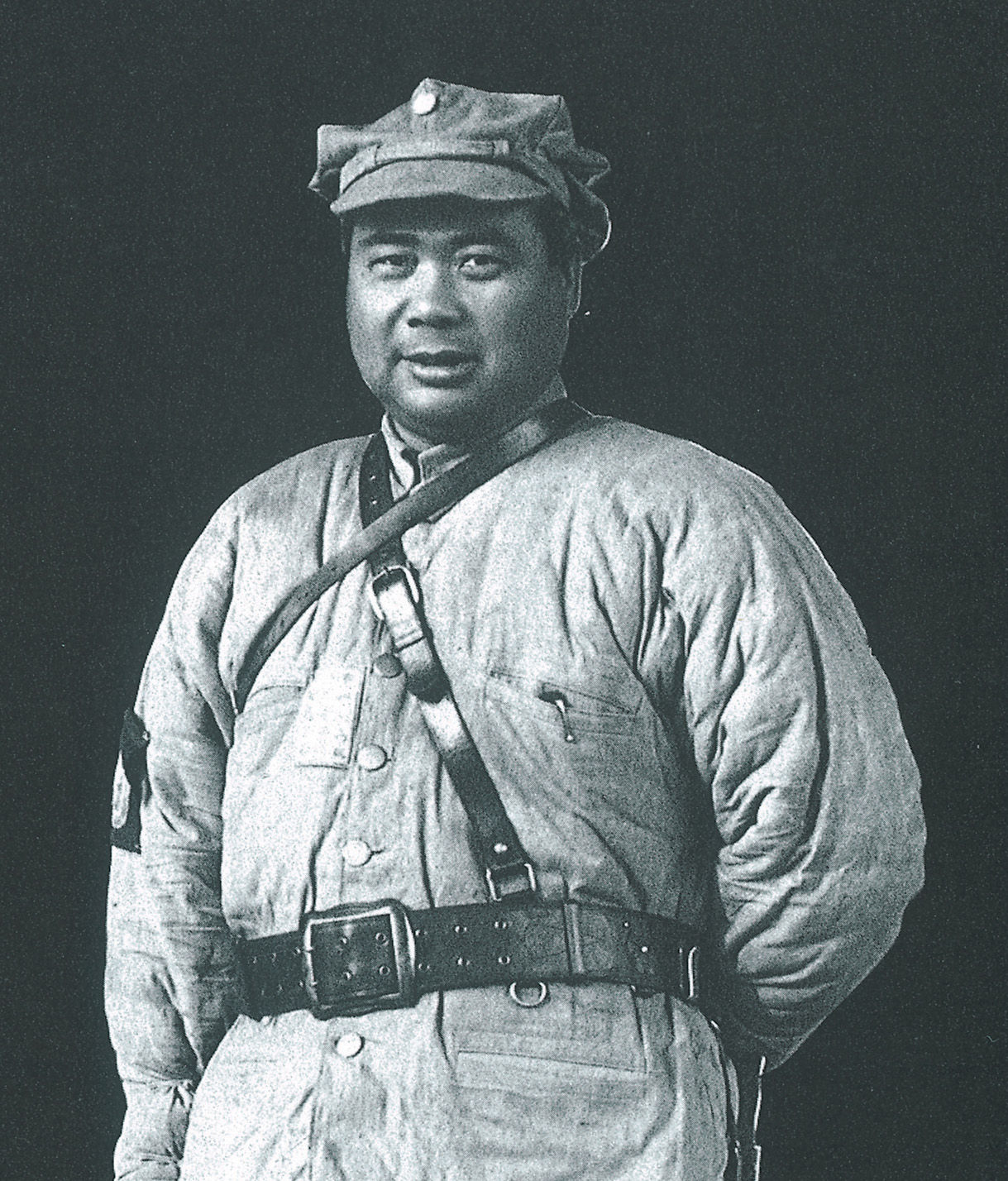
Feng Yuxiang (1930)

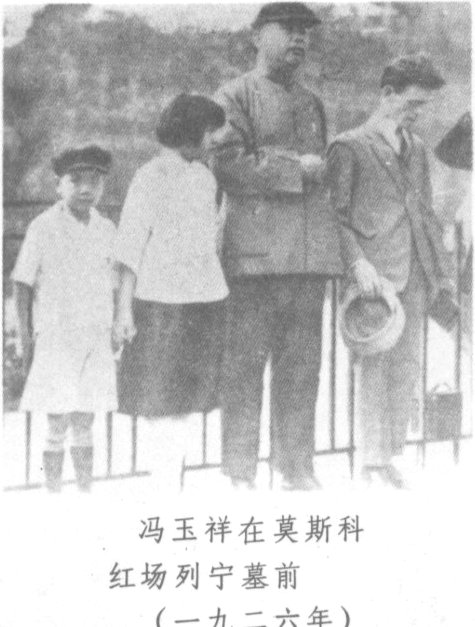
Feng vor dem Lenin-Mausoleum in Moskau, 1926

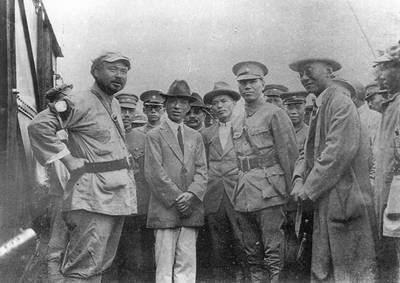
Verhandlungen zwischen Chiang und Feng (links) in Xuzhou, 1927

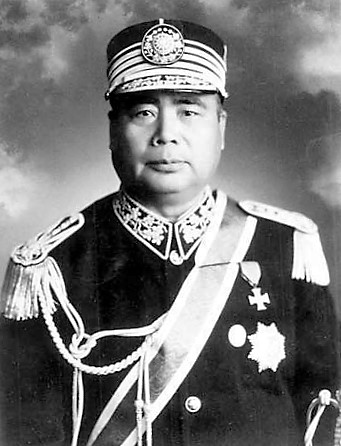
Feng Yuxiang zwischen 1936 und 1946

Feng Yuxiang (chinesisch 馮玉祥 / 冯玉祥, Pinyin Féng Yùxiáng, W.-G. Feng Yü-hsiang; Geburtsname 馮基善,  Féng Jīshàn,  Feng Chi-shan; Zì 焕章,  Huànzhāng,  Huan-chang; * 1882 in Xingji (Hebei); † 1. September 1948 nahe Odessa) war einer der Kriegsherren in der frühen Periode der Republik China, der Ära der Kriegsherren und des  Chinesischen Bürgerkriegs.

## Leben
Feng wurde in der nordchinesischen Provinz Hebei geboren, seine Familie stammt aber aus dem heutigen Chaohu in der Provinz Anhui. Er war der zweite Sohn von sieben Kindern eines niederrangigen Offiziers der kaiserlichen Armee der Qing-Dynastie und ging aus Geldmangel nur eineinhalb Jahre zur Schule. Bereits im Alter von 14 Jahren trat Feng der Huai-Armee von Li Hongzhang in Anhui bei. Im Jahre 1902 wurde er in die Beiyang-Armee von Yuan Shikai versetzt und machte dort aufgrund seiner harten Arbeit und seines ausdauernden Selbststudiums Karriere. Kurz vor Beginn der Xinhai-Revolution wurde der großgewachsene Feng zum Kommandeur eines Bataillons befördert. Am 3. Januar 1912 führte er als Antwort auf den Wuchang-Aufstand den erfolglosen Luanzhou-Aufstand durch, der zu seiner Entlassung aus der Armee und zum Tod seiner Mitstreiter Wang Jinming und Shi Congyun führte.
Nach Errichtung der Republik begann er dank der Hilfe seines Förderers, Kriegsminister Lu Jianzhang, eine neue militärische Karriere. Im Jahre 1914 kommandierte er ein Regiment, das in der Nähe von Peking stationiert war. Er trat zum Christentum über und begann, seine Truppen mit einer Mischung von christlichem Sozialismus und militärischer Disziplin zu führen. Er wurde bekannt dafür, seine Soldaten mit einem Wasserschlauch zu taufen. Sein Regiment wurde nach Shaanxi abkommandiert, um dort Banditen zu bekämpfen. In dieser Phase begann er, seine Truppen auch politisch einzusetzen: Er stellte sich gegen die Ambitionen von Yuan Shikai, sich zum Kaiser auszurufen; im Jahre 1916 erklärte er in Funktion des Gouverneurs von Sichuan die Unabhängigkeit der Provinz von Yuans Kaiserreich. Im Jahre 1917 bekämpfte er Versuche von Zhang Xun, die Qing-Dynastie wiederzuerrichten. Im Jahre 1918 veröffentlichte er ein Manifest, das für einen Friedensschluss mit der Guangzhou-Regierung von Sun Yat-sen plädierte, wenngleich die Regierung in Peking unter Duan Qirui eine gegenteilige Politik verfolgte. Diese Parteinahme führte zu militärischen Auseinandersetzungen mit den anderen nordchinesischen Kriegsherren, durch die er hohe militärische Verluste erlitt.
Im Jahre 1921 wurde er von der Zhili-Clique um Cao Kun und Wu Peifu erneut nach Shaanxi entsandt, dieses Mal mit der Aufgabe, die Truppen von Chen Shufan von der Anhui-Clique zu bekämpfen. Als Belohnung für diesen erfolgreichen Einsatz wurden seine Truppen auf Divisionsgröße aufgestockt und Feng wurde zum Gouverneur von Shaanxi ernannt. In dieser Funktion vergrößerte Feng seine Armee, die nun auch als Nordwest-Armee bezeichnet wurde, er galt als designierter Herrscher Nordwest-Chinas.
Im Jahre 1922 – das Bündnis zwischen der Zhili-Clique und der Fengtian-Clique war gerade zerbrochen – eilte er Wu Peifu zur Hilfe, der sich im  Ersten Zhili-Fengtian-Krieg gegen Zhang Zuolin befand. Als Ergebnis dieses Krieges wurde Fengs 30.000 Mann starke Armee zum Beschützer von Peking; es handelte sich mittlerweile um die am besten ausgebildete militärische Macht des Landes. Im  Zweiten Zhili-Fengtian-Krieg brach Feng mit Wu Peifu und schloss mit Zhang Xueliang Frieden. Er führte einen Staatsstreich gegen die Regierung von Cao Kun durch und lud Sun Yat-sen ein, mit den drei mächtigsten Männern Nordchinas, nämlich Zhang Zuolin, Duan Qirui und ihm selbst über eine friedliche Vereinigung Chinas zu verhandeln. Parallel dazu beschuldigte er Puyi, an einer Verschwörung zur Wiedererrichtung der Qing-Dynastie beteiligt zu sein, hob das Edikt zur „Wohlwollenden Behandlung des Kaisers der großen Qing-Dynastie“ auf und zwang Puyi, die Verbotene Stadt zu verlassen. Zu diesem Staatsstreich, der einem Verrat an Wu gleichkam, dürfte Fengs Verärgerung über finanzielle Benachteiligung durch Cao und Wu bei der Bezahlung seiner Truppen geführt haben. In seiner viel später verfassten Autobiographie legt er dar, dass er Sun Yat-sen als den einzigen Revolutionär betrachtet hatte und dass er ihm die Möglichkeit geben wollte, China neu zu ordnen. Auch ist es wahrscheinlich, dass er Schmiergeld aus japanischen Quellen erhalten hatte – Japan war daran interessiert, dass sich Wu Peifu nicht in Richtung Mandschurei ausbreitete. Nach dem Staatsstreich von Peking kündigte Feng sein Bündnis mit der Beiyang-Clique auf und gründete die Nationale Volksarmee.
Nach Suns Tod zerstritt sich das Trio aus Zhang, Duan und Feng. General Guo Songling verbündete sich mit Feng, revoltierte gegen Zhang Zuolin und belagerte seine Hauptstadt Shenyang. Es gelang Feng, Tianjin zu erobern, während Guo von Zhang besiegt und am 23. Dezember 1925 hingerichtet wurde. Das Bündnis zwischen Zhili-Clique und Fengtian-Clique erlebte gegen Feng Yuxiang eine Renaissance und entriss Feng die Kontrolle über Peking. In dieser militärisch schwierigen Lage traf Feng die damals für alle kaum nachvollziehbare Entscheidung, sich aus dem politischen Leben zurückzuziehen. Er übergab das Kommando im Januar 1926 an seinen Stellvertreter; der Krieg zwischen Fengs und Zhangs Truppen zog sich bis zum Sommer 1926 hin, als Fengs Armee bei Nankou besiegt wurde.
Bereits 1925 hatte Feng sich politisch der Sowjetunion und der Kuomintang angenähert. Feng zog sich nach Moskau zurück, wo er neun Monate blieb und auch Stalin traf. Stalin sagte ihm umfangreiche Hilfslieferungen im Werte von 11 Millionen Rubel und zahlreiche sowjetische Berater zu, die Feng in Ulaanbaatar empfangen sollte. Die militärischen Entwicklungen in China zwangen Feng, seinen Besuch vorzeitig abzubrechen und nach China zurückzukehren. In der damaligen Provinz Suiyuan organisierte er ab September 1926 seine Truppen neu, zog von dort in Richtung Xi’an, um die Stadt von der Belagerung von Wu Peifu zu befreien, und stieß bis Ende Dezember zum Tongguan an der Westgrenze von Henan vor. Es war geplant, dass Fengs Truppen sich dort dem Nordfeldzug der Kuomintang anschließen würden. Er unterstützte Chiang Kai-shek bei den innerparteilichen Machtkämpfen gegen die Wuhan-Regierung, und als die Erste Einheitsfront 1927 zerbrach, einigte Feng sich mit Chiang bei einem Treffen am 19. Juni 1927 in Xuzhou auf eine Zusammenarbeit. Alle Kommunisten in Fengs Armee – darunter auch Deng Xiaoping – mussten die Truppen verlassen oder wurden umgebracht. Im Februar 1928 kam es sogar zu einem Bruderschwur zwischen Chiang und Feng. Im Rahmen des Nordfeldzuges zwang Feng den Kriegsherren Zhang Zuolin zur Aufgabe Pekings und zum Rückzug in die Mandschurei, am Ende des Nordfeldzuges gehörte Feng zu den Siegern und feierte den Triumph mit Chiang und Yan Xishan am Grab von Sun Yat-sen in den Westbergen nahe Peking. Im Oktober 1928 wurde Feng Vizepräsident des Exekutiv-Yuan.
Chiangs Truppenauflösungskonferenz im Januar 1929 scheiterte daran, dass die Kriegsherren ihren Einfluss nicht zu Gunsten der Zentralmacht aufgeben wollten. Bereits wenige Wochen später eskalierten die Spannungen zwischen Chiang und der Guangxi-Clique um Li Zongren, Bai Chongxi und Li Jishen. Chiang versuchte, Feng Yuxiang durch eine Zahlung von zwei Millionen chinesischen Dollar und der Zusage der Herrschaft über die Provinz Shandong ruhigzustellen. Im Mai musste Feng aber feststellen, dass Chiang diese Zusagen nicht einhielt und erklärte deshalb Shandong für unabhängig. Chiang hatte jedoch zuvor zwei der wichtigsten Generäle von Feng, nämlich Han Fuqu und Shi Yousan mit 100.000 Soldaten bestochen. Feng musste deshalb zurücktreten, Fengs verbliebene Truppen wurden aus Henan und Shandong verdrängt.
Am 10. Februar 1930 verbündete sich Feng, der noch 100.000 Mann unter Waffen hatte, mit Yan Xishan, Li Zongren und Bai Chongxi gegen Chiang Kai-shek. Es kam zu einem extrem blutigen und teuren Krieg in der chinesischen Zentralebene, den Chiang dank der Unterstützung von Zhang gewinnen konnte. Die bevölkerungsreichen Provinzen Henan und Shandong wurden verwüstet, etwa 300.000 Menschen kamen dabei ums Leben. Fengs Armee ging in Zhang Xueliangs Nordost-Armee auf und Feng selbst musste ins Exil fliehen, kehrte jedoch bald zurück. In der Folge wurde Feng zum stellvertretenden Vorsitzenden des Militärrates der nationalistischen Regierung ernannt – Chiang war der Vorsitzende – und widersetzte sich in dieser Rolle des Öfteren der Politik von Chiang im Krieg gegen Japan. Im Mai 1933 stellte er in Chahar die Antijapanische Volksarmee von Chahar auf, die schnell auf 100.000 Mann anwuchs und die japanischen Truppen bis Juli 1933 aus der Provinz vertrieben hatten. Abgesehen davon verblieb er in Chiangs Militärrat und fungierte zeitweise als Oberkommandierender im 3. oder 6. Kriegsgebiet, diese Funktionen waren jedoch eher symbolischer Natur.
Nach der Kapitulation Japans übernahm Feng die Rolle eines Sondergesandten Chinas, um im Ausland Wasserbauprojekte zu studieren. Am 2. September 1946 verließ er China und blieb zwei Jahre in den USA. Dort trat er dem Chiang-kritischen Revolutionären Komitee der Kuomintang bei, so dass Chiang ihn seines Postens enthob. Feng trat deshalb auf die Seite der Kommunisten über und plante, über die Sowjetunion nach China zurückzukehren. Den Anlass für seine Abreise bot Mao Zedongs Aufruf zu einer Konsultativkonferenz in Peking. Feng starb, aus den USA kommend, bei einem Schiffsbrand auf der sowjetischen Pobeda auf dem Schwarzen Meer auf dem Weg über die Sowjetunion nach China im August 1948.